# 芬德利角
芬德利角（英語：Findlay Point）是南極洲的海岬，位於南奧克尼群島的科羅內申島北岸，處於帕爾默灣西北面4公里，在1821年由捕海豹者繪入地圖，現時由南極條約體系管理。